# Artix (Ariège)
Artix település Franciaországban, Ariège megyében. Lakosainak száma 113 fő (2022. január 1.). Artix Cazaux, Loubens, Rieux-de-Pelleport, Saint-Bauzeil és Saint-Victor-Rouzaud községekkel határos.

## Népesség
A település népességének változása:
| Lakosok száma | 60   | 72   | 70   | 95   | 136  | 148  | 141  | 121  | 118  | 113  |
|               | 1968 | 1982 | 1990 | 2006 | 2013 | 2015 | 2017 | 2019 | 2020 | 2022 |